# Província de San Pedro de Totora

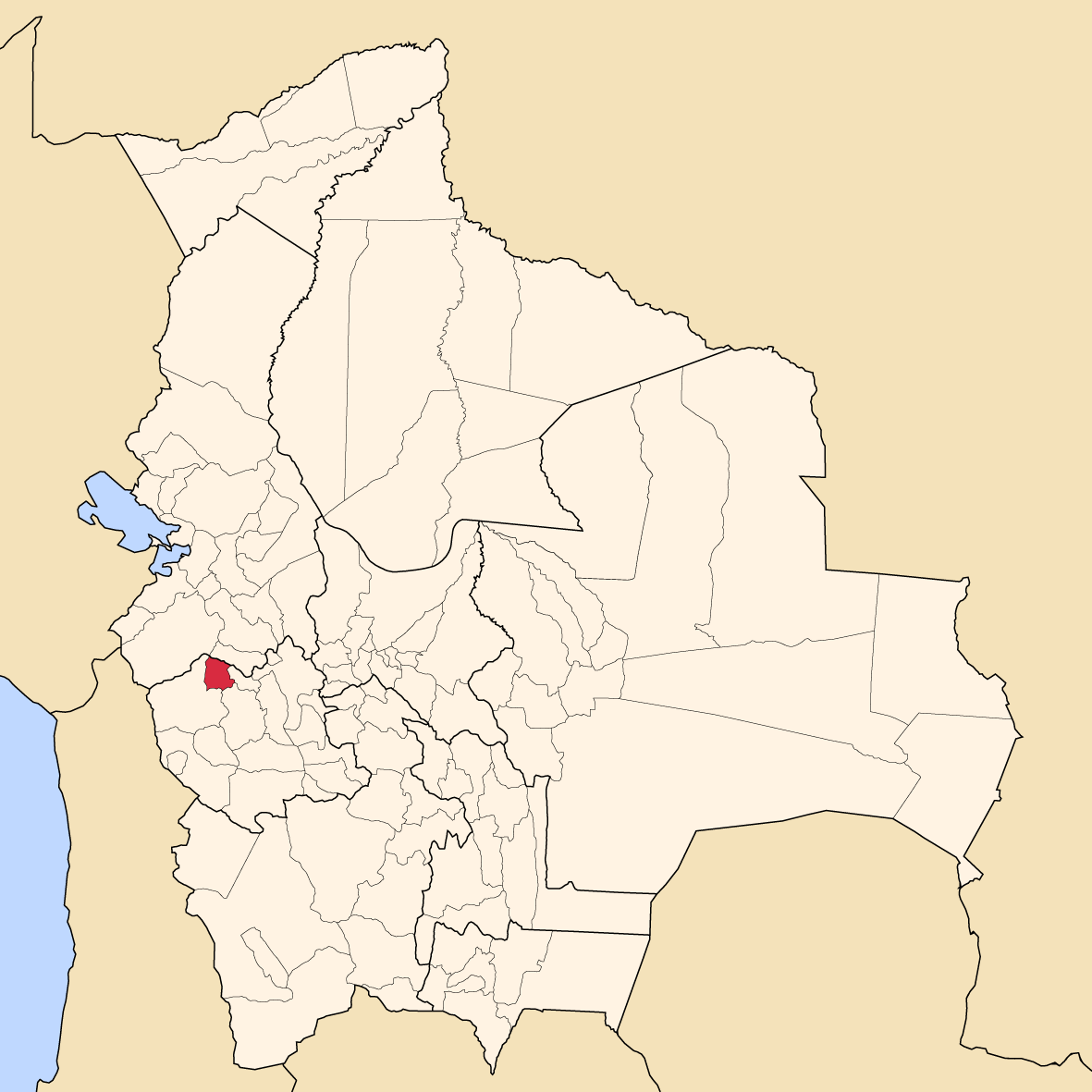
Província de San Pedro de Totora a Bolívia.

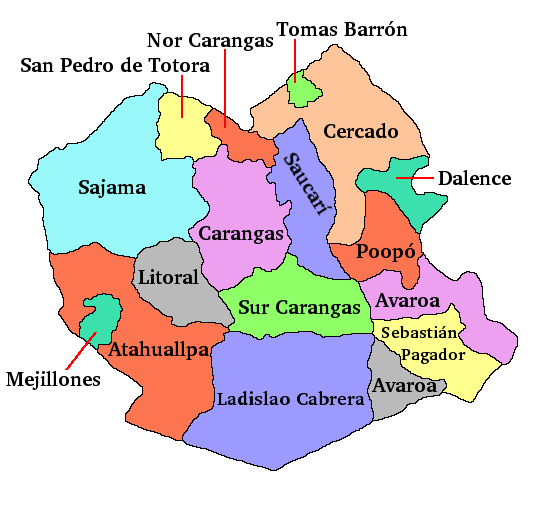
Les províncies del Departament d'Oruro.

La província de San Pedro de Totora és una de les 16 províncies del Departament d'Oruro, a Bolívia. La seva capital és Totora.